# 明治町 (臺中市)

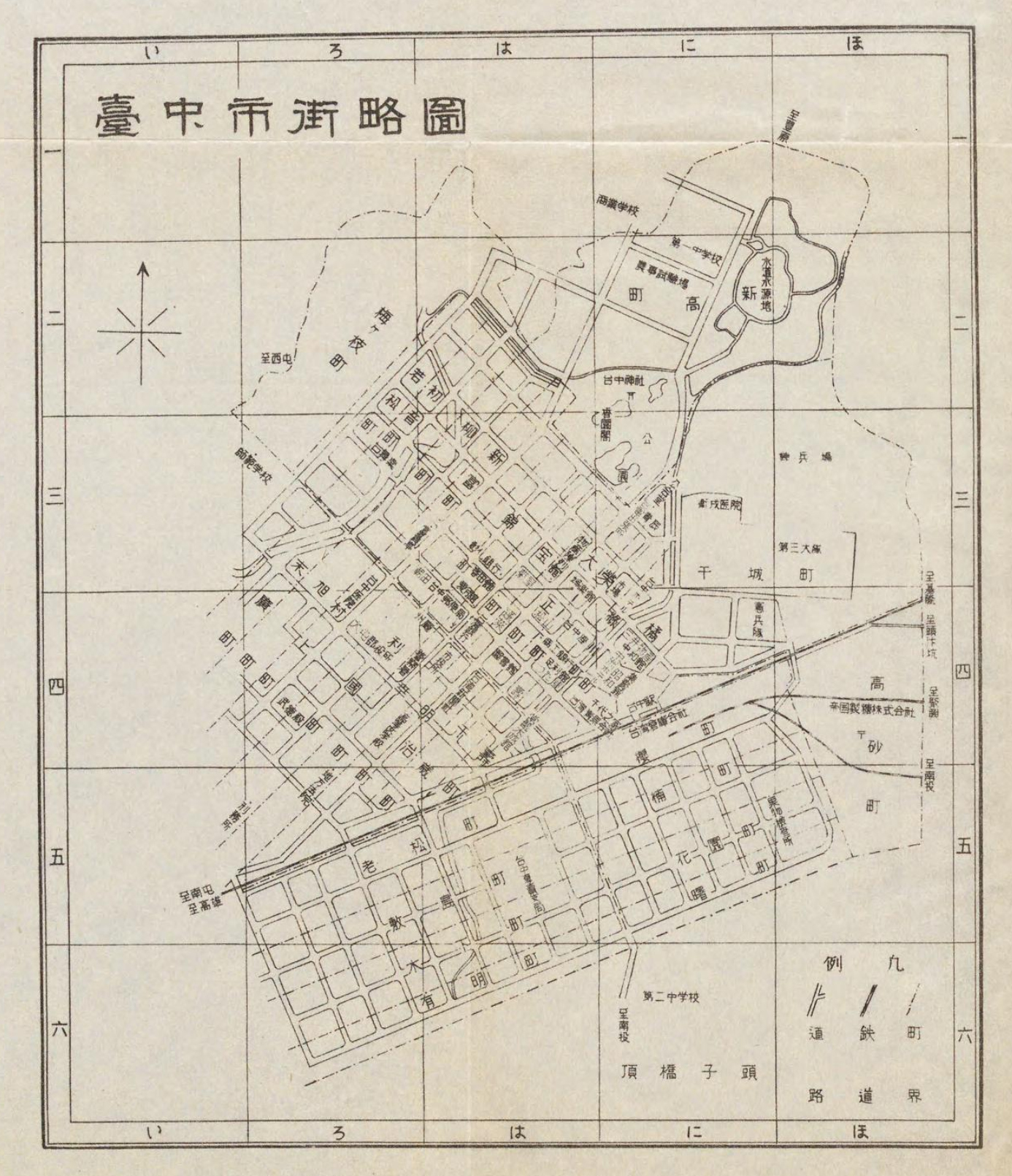
臺中市街略圖

明治町為台灣日治時期臺中州臺中市的町，分為七丁目；其最初在1916年公告為通稱町名，在1926年4月1日的町名改正公告中才正式設立，原臺中市大字的臺中改為31個町。明治町通為現今自由路一段。

## 町內設施

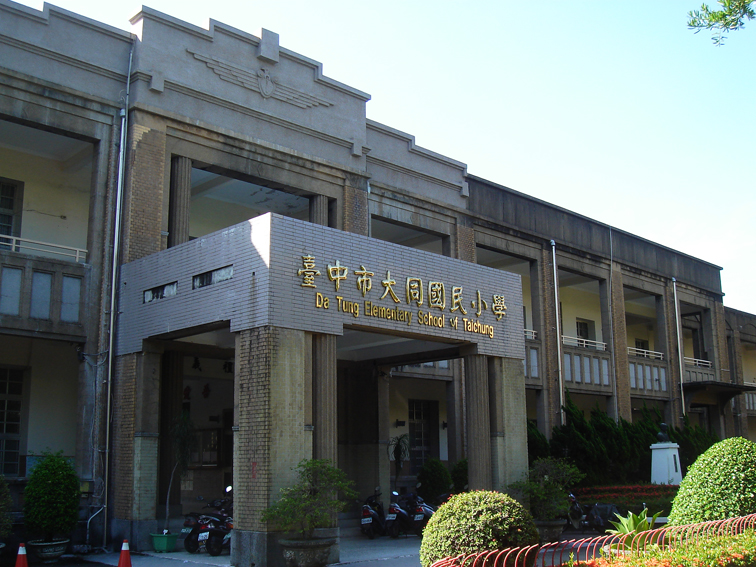
原明治小學校校舍

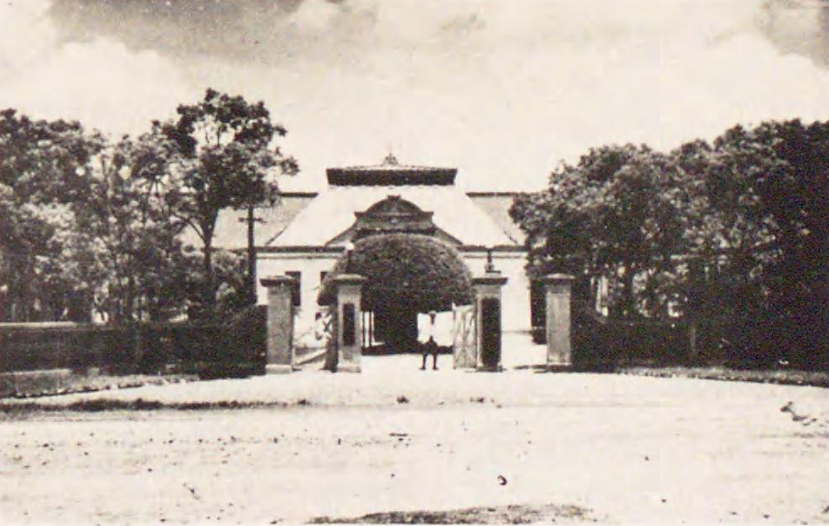
臺中地方法院

一丁目
- 臺中市立工藝傳習所
- 臺灣新聞社

二丁目
- 幸公學校（現址為居仁國中）
- 臺灣銀行台中支店俱樂部
- 臺灣銀行台中支店長宿舍

三丁目
- 明治小學校（今大同國小）

- 台中州立台中第一高等女學校（今臺中女中）

四丁目
五丁目
- 台中地方法院（今臺灣臺中地方法院）

六丁目
七丁目